# 오용순
오용순(吳龍淳, ?~?)은 일제강점기의 문학평론가 겸 언론인으로, 전라북도 장수군 출신이다.

## 생애
그의 초기 행적에 대해서는 거의 알려져 있지 않다. 1935년부터 1937년까지 전라북도 장수군 공립 계남보통학교 훈도로 근무했으며 1938년부터 1942년까지 연희전문학교(현재의 연세대학교) 문과에 재학했다.
1942년부터 1945년까지 《동양지광》, 《조광》, 《신시대》, 《춘추》 등 여러 잡지에 내선일체와 황민화 정책, 개인주의 배격과 전체주의 옹호, 일본의 침략 전쟁을 선전하는 내용을 담은 산문과 평론을 게재했으며 1945년 8월 3일 조선문인보국회 평론부회 간사장으로 선임되었다. 이러한 경력 때문에 민족문제연구소의 친일인명사전 수록자 명단의 문화/예술 부문에 포함되었다.
광복 이후인 1946년 11월부터 1947년 11월까지 《서울신문》 편집부 차장을 역임했다는 기록만 있을 뿐 그 이후의 행적에 대해서는 알려져 있지 않다.

## 주요 작품

### 산문
- 〈내일의 나(明日の私)〉 (동양지광, 1942년 7월)
- 〈복종의 신윤리〉 (춘추, 1943년 5월)
- 〈여인 윤리관 - 동서 신화의 비교 고찰〉 (조광, 1943년 6월)
- 〈어랑 칠십리(漁浪七十里)〉 (매일신보, 1943년 7월 20일 ~ 7월 24일)
- 〈나의 살림의 가지가지〉 (신시대, 1943년 12월)
- 〈유태인의 유랑과 범죄〉 (춘추, 1944년 8월)
- 〈천명적 자아(天命的 自我)〉 (매일신보, 1945년 3월 21일 ~ 3월 25일)

### 평론
- 〈국민문학(國民文學)의 재인식(再認識)〉 (매일신보, 1943년 3월 24일 ~ 4월 4일)
- 〈새로운 인간의 형상화(新しき人間の形象化)〉 (국민문학, 1944년 2월)
- 〈국어문학과 나(國語文學と私) - 고전의 매혹(古典の魅惑)〉 (국민문학, 1944년 5월)
- 〈작품과 평론의 괴리(作品と評論の乖離)〉 (국민문학, 1944년 6월)
- 〈작가의 눈(作家の眼)〉 (국민문학, 1944년 8월)
- 〈현실에의 태도(現實への態度) - '청량리 일대'에 대하여(『淸凉里界偎』について)〉 (국민문학, 1945년 3월)

## 참고자료
- 민족문제연구소 (2009). 〈오용순〉. 《친일인명사전 2 (ㅂ ~ ㅇ)》. 서울. 542 ~ 544쪽.